# Class 332
De Class 332 is een in Groot-Brittannië gebruikt treinstel bestemd voor personenvervoer.

## Operatoren
| Class     | Operator         | Aantal treinen | Bouwjaar  | Aantal wagons | Nummering                       |
| --------- | ---------------- | -------------- | --------- | ------------- | ------------------------------- |
| Class 332 | Heathrow Express | 14             | 1997-1998 | 4             | 332001 - 332004 332010 - 332014 |
| Class 332 | Heathrow Express | 14             | 1997-1998 | 5             | 332005 - 332009                 |

## Galerij

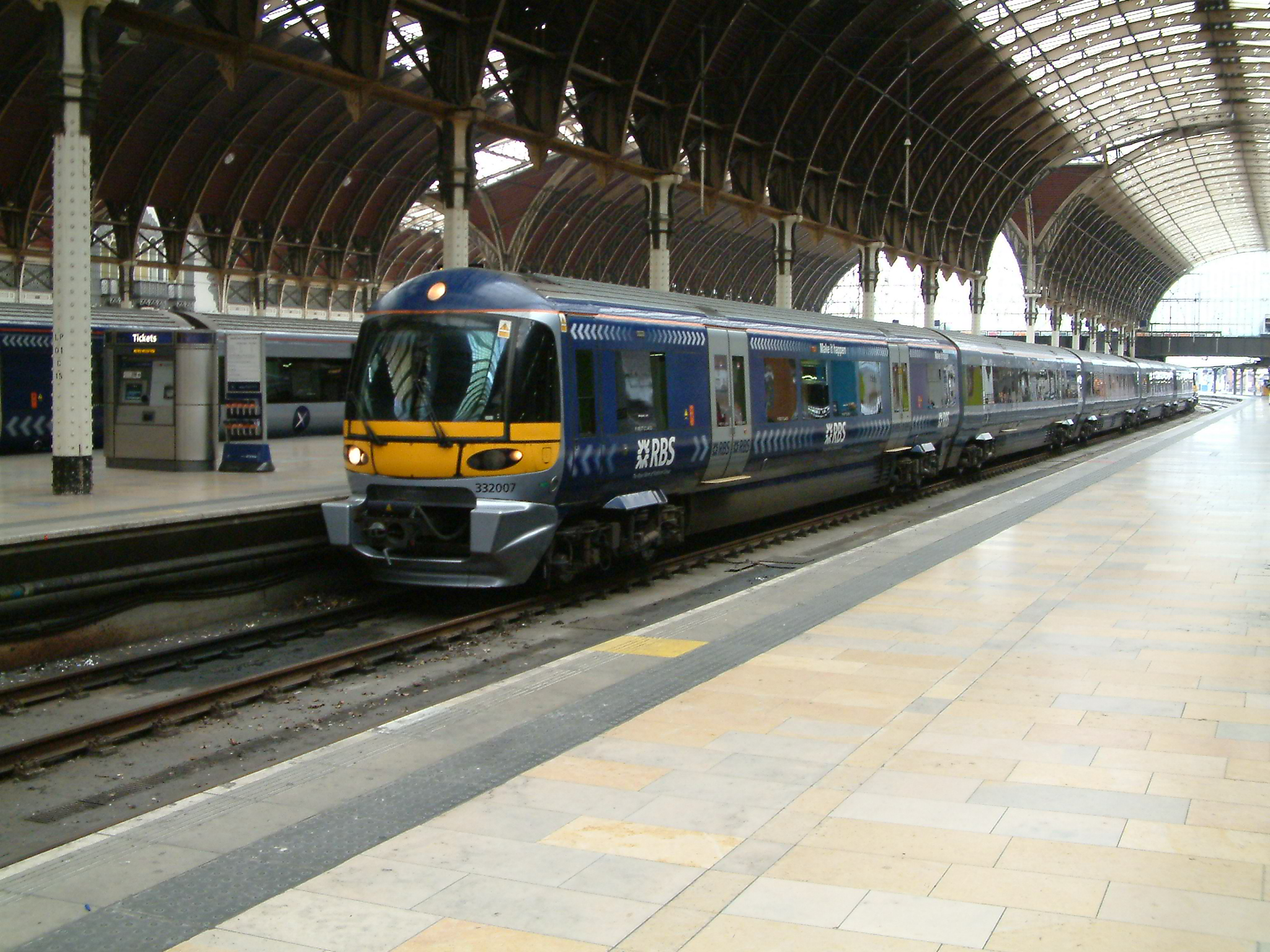
Een vijf wangons tellende Siemens Class 332 EMU, No. 332007 in station London Paddington
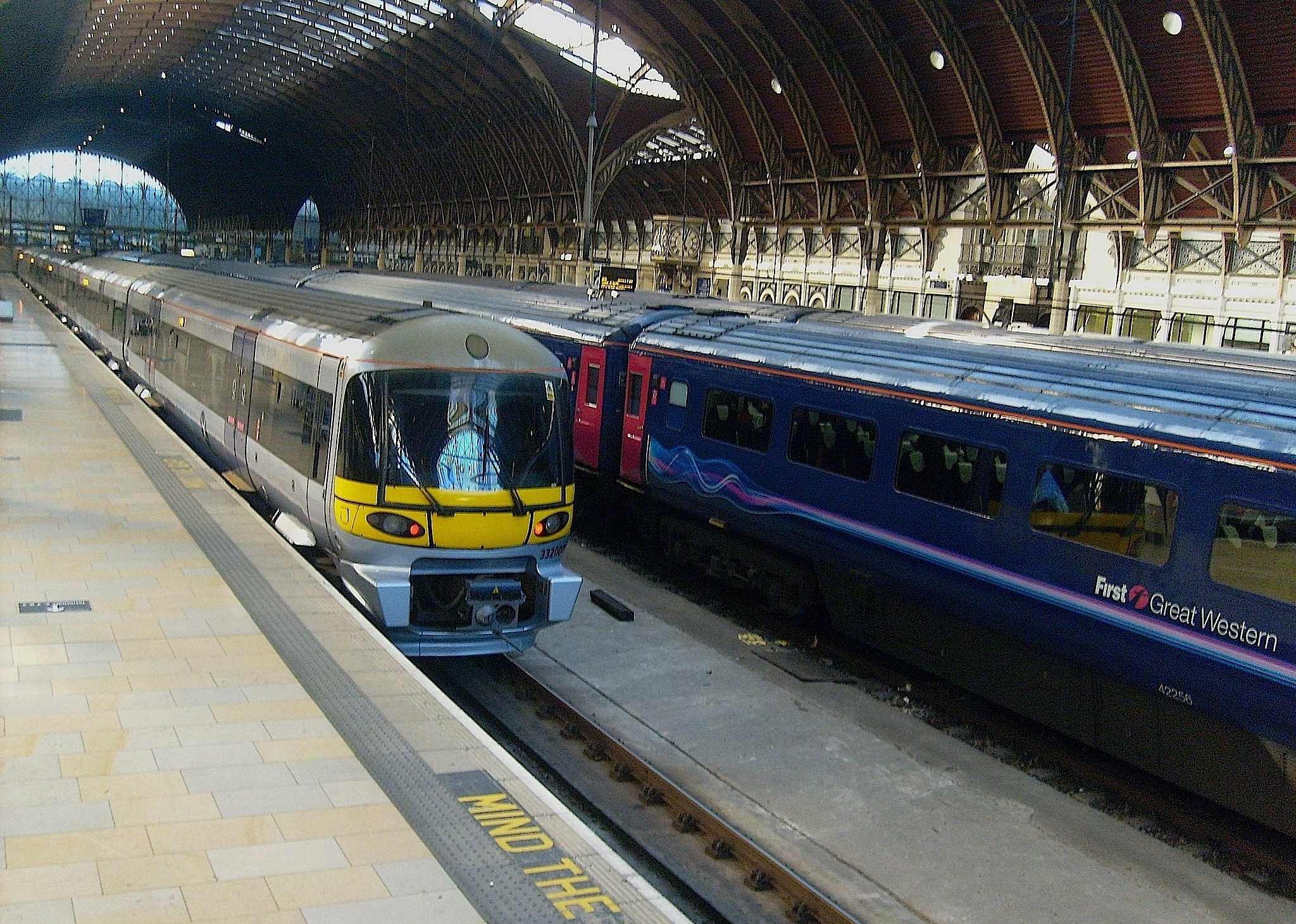
Een vijf wagons tellende Siemens Siemens Class 332 EMU, No. 332007 in station London Paddington.
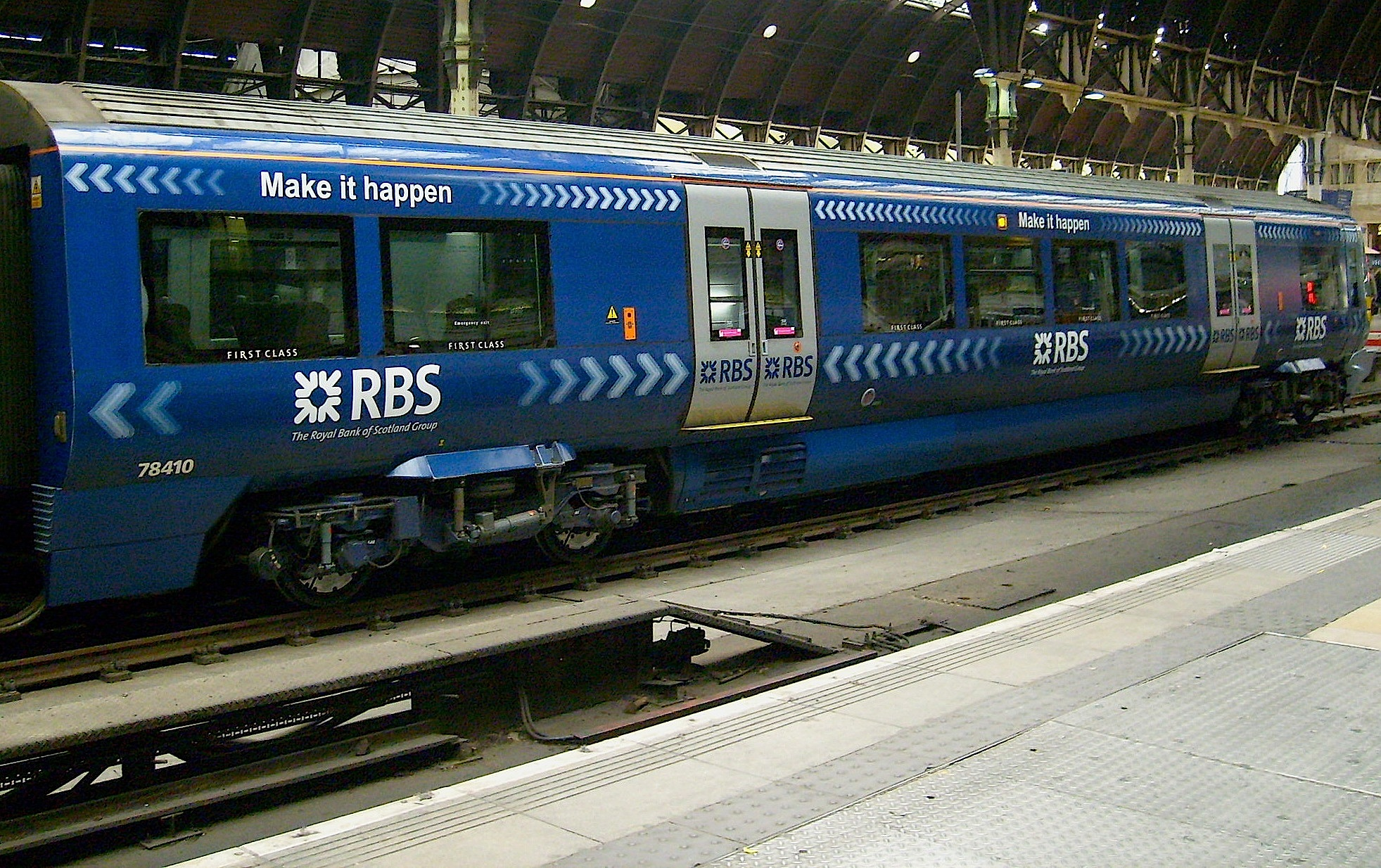
De originele RBS -uitvoering aan de buitenzijde.
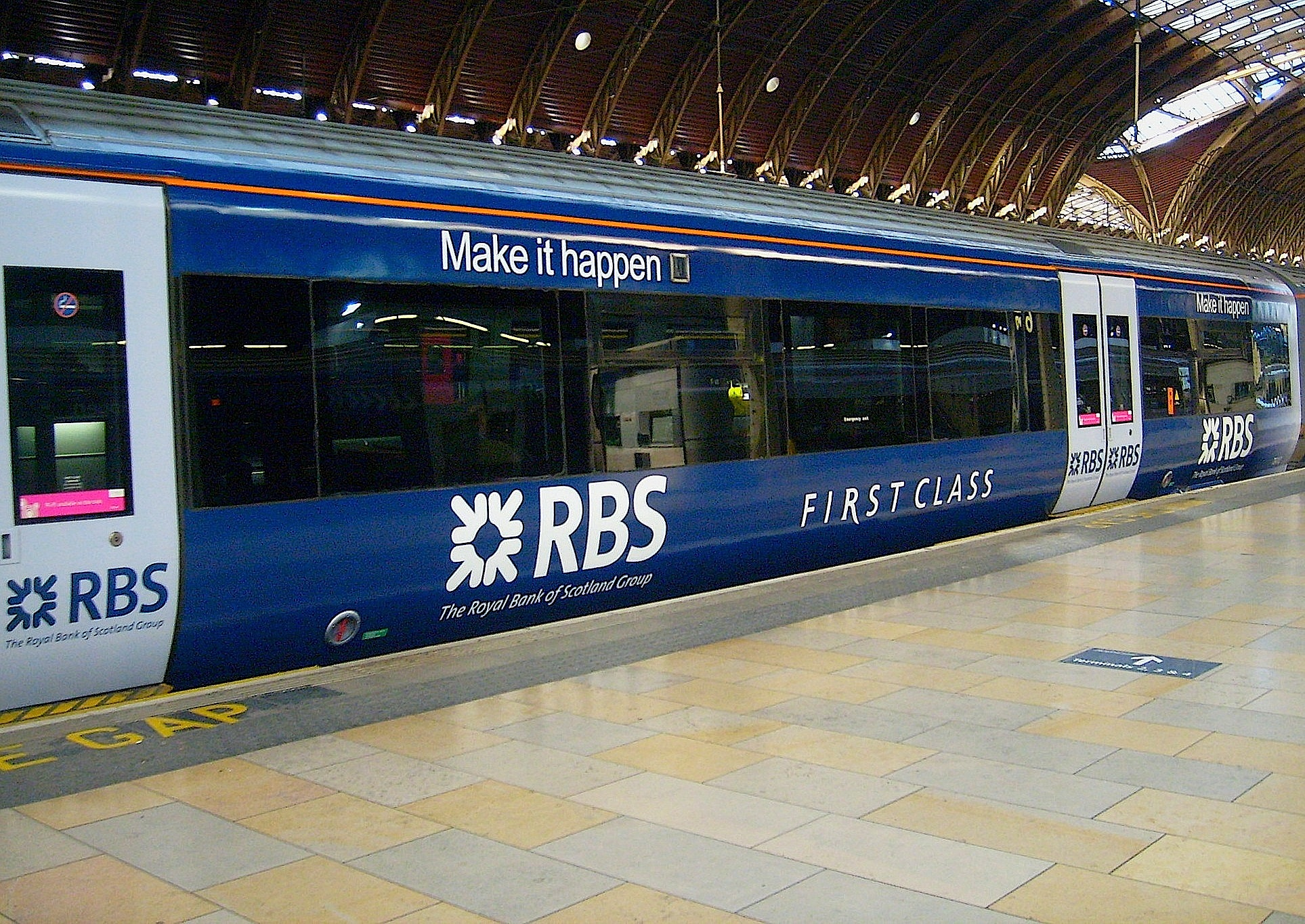
De herspoten RBS -uitvoering aan de buitenzijde.
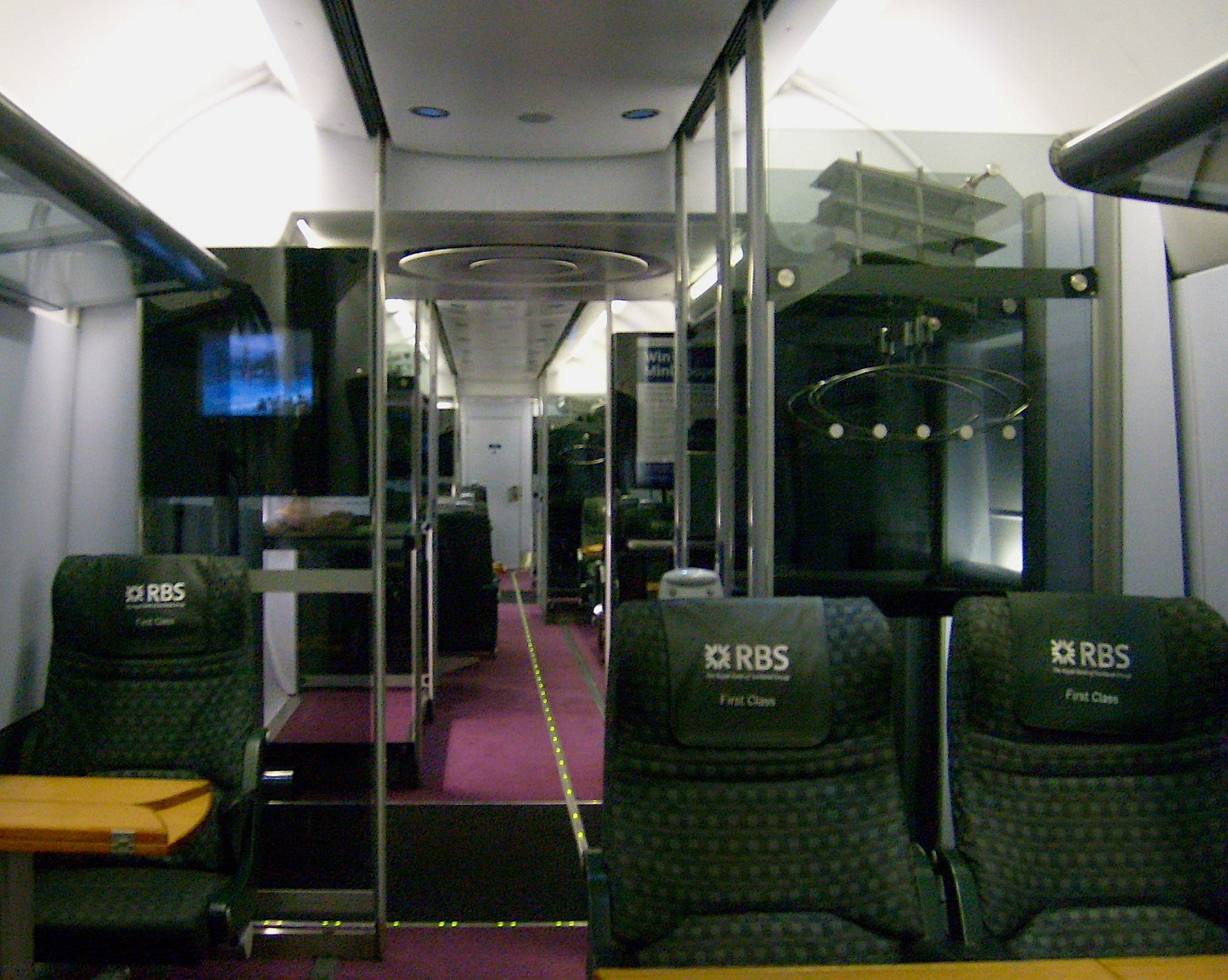
Het luxueuze interieur van de eerste klas.
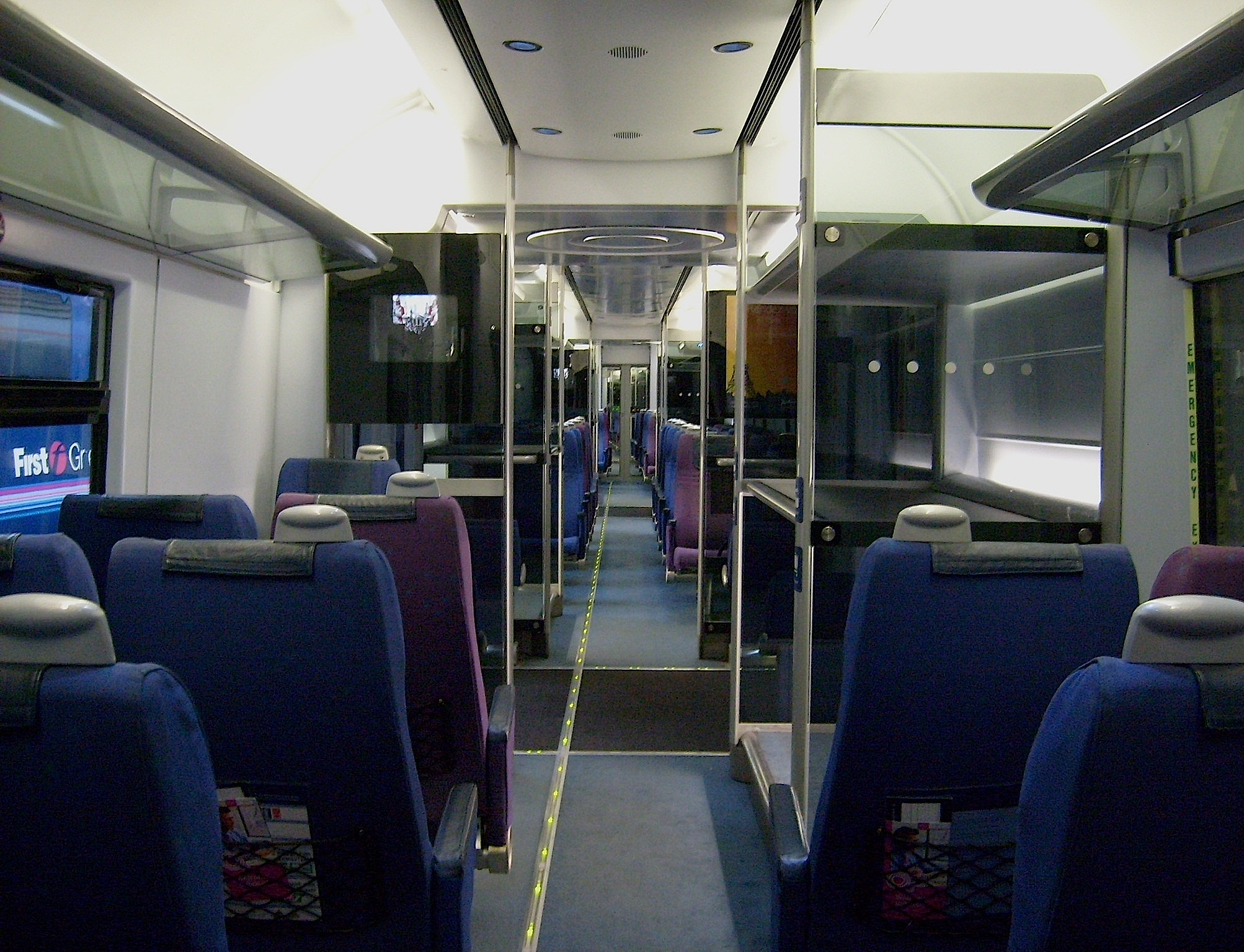
Het interieur van de Standard Class (Engelse term voor de tweede klasse).
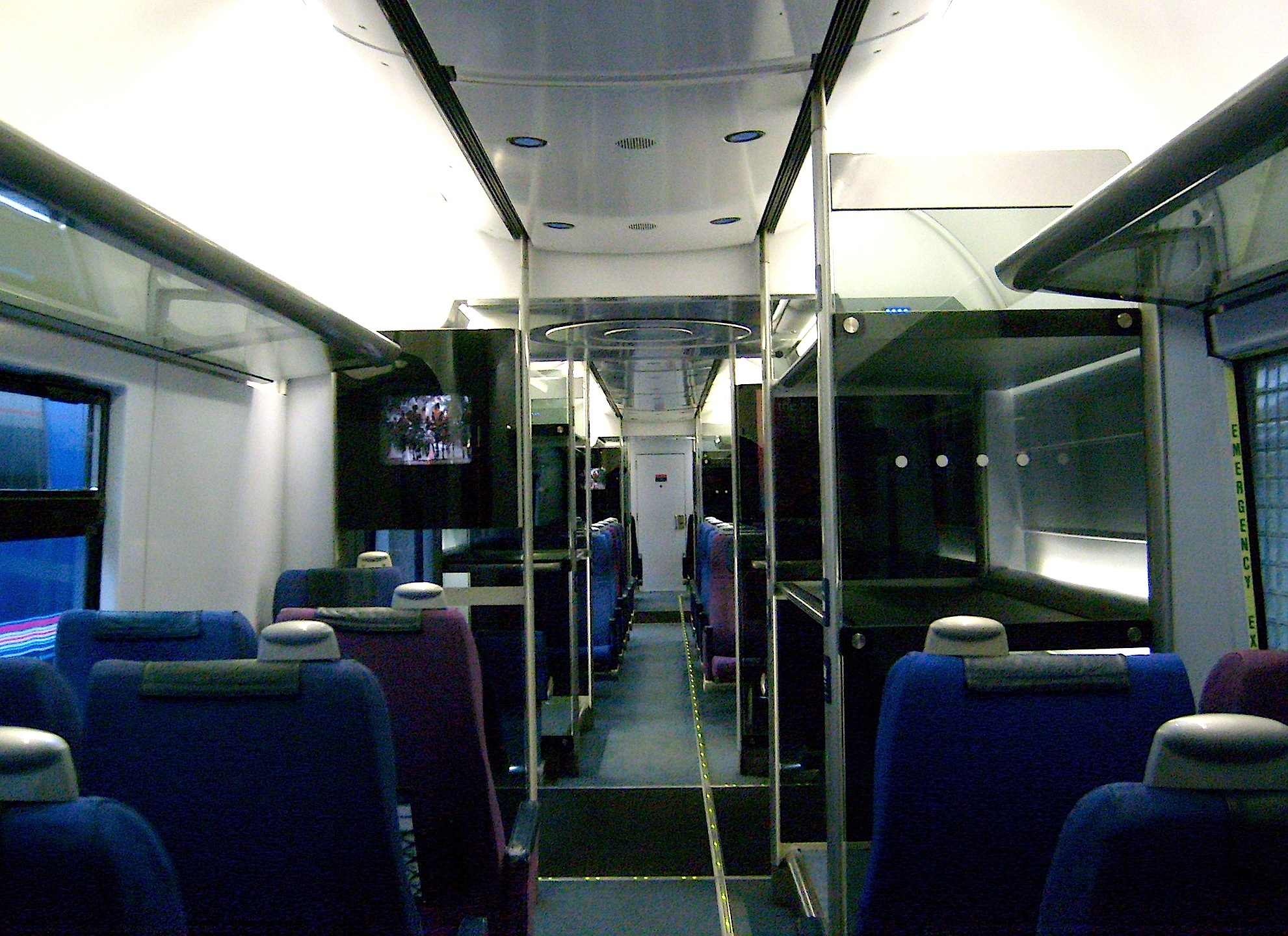
Het interieur van de Standard Class.
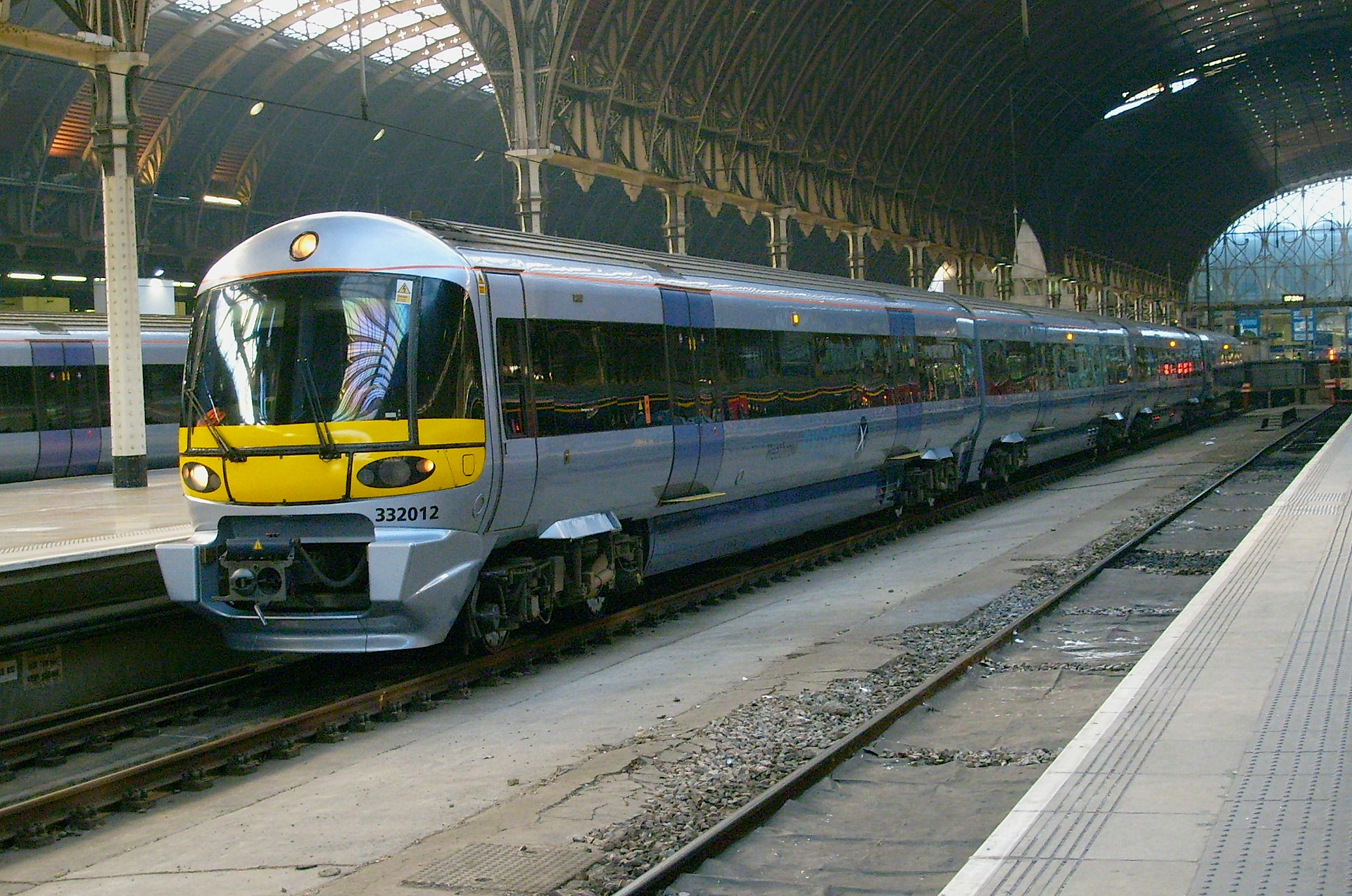
Een 4 wagons tellende Class 323 in het station London Paddington.